# 罗斯伯爵夫人安妮·帕森斯
罗斯伯爵夫人安妮·帕森斯（英語：Anne Parsons, Countess of Rosse；1902年2月8日—1992年7月3日）是英国社交名流以及维多利亚协会创始人，同时也是第一代斯诺登伯爵安东尼·阿姆斯特朗-琼斯和第七代罗斯伯爵布伦丹·帕森斯之母。她的娘家姓为梅塞尔（英語：Messel），在与罗纳德·阿姆斯特朗-琼斯婚姻期间随夫姓阿姆斯特朗-琼斯（英語：Armstrong-Jones）。

## 早年生活
1902年2月8日，安妮·梅塞尔出生在英国伦敦帕丁顿格洛斯特露台第27号。安妮是伦纳德·查尔斯·鲁道夫·梅塞尔和爱德华·林利·桑伯恩之女莫德·梅塞尔的第二子和唯一女儿。梅塞尔家族具有德国犹太人背景，安妮的祖父路德维希将股票经纪业务做大做强后，在19世纪末购买了萨塞克斯郡的尼曼斯庄园。安妮还有一位哥哥林利·梅塞尔和弟弟奥利弗·梅塞尔。安妮在萨塞克斯郡长大，与住在尼曼斯庄园的祖父母关系密切。安妮并未前往学校就读，而是通过家教学习。安妮对针线活和园艺十分感兴趣，现存的家庭信件和日记提到她对插图也有一定的艺术天赋。

## 职业生涯
1922年，安妮初次踏入社交名流圈，她以自身风度和时尚感获得《每日快报》和《晚间新闻》等报纸作家称赞。同时，她还结识了爱德华·詹姆斯、蒂莉·洛施、齐塔·荣格曼和摄影师塞西尔·比顿等朋友。
1957年，罗斯伯爵夫人在盖伊·福克斯的晚会上，受到位于福德街18号的房子以及32位来宾的反应的启发，提议成立一个维多利亚协会，以便让人们能够保护和欣赏当时非主流的艺术品建筑物。此建议得到了约翰·贝杰曼爵士和尼古拉斯·佩夫斯纳等志同道合者支持。1958年2月，维多利亚协会在福德街18号成立，该组织主张保护维多利亚式建筑和爱德华式建筑和对这一时期的艺术和历史进行研究。

## 个人生活
1925年7月22日，安妮与罗纳德·阿姆斯特朗-琼斯结婚，后于1934年离婚。二人育有二子：
- 苏珊·安妮·阿姆斯特朗-琼斯（1927年2月12日-1986年5月9日），嫁给第六代维西子爵约翰·维西（英语：John Vesey, 6th Viscount de Vesci）
- 第一代斯诺登伯爵安东尼·阿姆斯特朗-琼斯（1930年3月7日-2017年1月13日），娶玛格丽特公主和露西·林赛-霍格为妻

1935年9月19日，安妮与第六代罗斯伯爵迈克尔·帕森斯结婚，二人同样育有二子：
- 第七代罗斯伯爵布伦丹·帕森斯（英语：Brendan Parsons, 7th Earl of Rosse）（1936年10月21日-），于1966年10月15日娶艾莉森·库克-赫尔为妻
- 马丁·帕森斯（1938年12月23日-2010年7月16日），娶艾琳·埃德温娜·麦克唐纳为妻

### 尼曼斯庄园
1947年，尼曼斯庄园被一场大火烧毁，伯爵夫人前往斯台普菲尔德帮助父母搬家，并买下附近的霍姆斯特德庄园用作新家。伯爵和夫人则继续居住在尼曼斯庄园。1953年，她的父亲去世，庄园的所有权移交给英国国民信托。1979年伯爵去世后，她搬回尼曼斯庄园，继续打理花园。

## 外部連結
- 维基共享资源上的相關多媒體資源：罗斯伯爵夫人安妮·帕森斯
- 維基數據上的安妮·梅塞尔，第六代罗斯伯爵夫人